# Kanton Sucre (Ecuador)
Der Kanton Sucre befindet sich in der Provinz Manabí im Westen von Ecuador. Er besitzt eine Fläche von 694 km². Im Jahr 2022 lag die Einwohnerzahl bei rund 62.800. Verwaltungssitz des Kantons ist die Kleinstadt Bahía de Caráquez mit 20.921 Einwohnern (Stand 2010).

## Lage
Der Kanton Sucre liegt zentral in der Provinz Manabí. Der Kanton besteht aus zwei getrennten Teilgebieten. Der südliche Kantonsteil mit dem Hauptort Bahía de Caráquez liegt am Südufer der Mündung des Río Chone und umfasst einen Küstenstreifen. Der nördliche Kantonsteil liegt im Küstenhinterland und umfasst die Parroquia rural San Isidro. San Isidro liegt 35 km nordöstlich von Bahía de Caráquez. Die Fernstraße E38 (Esmeraldas–Manta) führt an Bahía de Caráquez vorbei.
Der südliche Kantonsteil grenzt im Norden an den Kanton San Vicente, im Osten an den Kanton Tosagua, im Südosten an den Kanton Rocafuerte sowie im Süden an den Kanton Portoviejo. Der nördliche Kantonsteil grenzt im Südwesten an den Kanton San Vicente, im Nordwesten an den Kanton Jama sowie im Osten und im Südosten an den Kanton Chone.

## Verwaltungsgliederung
Der Kanton Sucre ist in die Parroquias urbanas („städtisches Kirchspiel“)
- Bahía de Caráquez
- Leonidas Plaza Gutiérrez

und in die Parroquias rurales („ländliches Kirchspiel“)
- Charapotó
- San Isidro

gegliedert.

## Geschichte
Der Kanton Sucre wurde am 3. November 1875 eingerichtet. Benannt wurde er nach Antonio José de Sucre, ein südamerikanischer Freiheitskämpfer und General unter Simón Bolívar.
Entwicklung der Einwohnerzahl im Kanton Sucre bei landesweiten Volkszählungen zum jeweiligen Gebietsstand:
| Jahr                    | Einwohner | +/-     |
| ----------------------- | --------- | ------- |
| 1950                    | 53.061    | –       |
| 1962                    | 75.148    | 41,6 %  |
| 1974                    | 93.764    | 24,8 %  |
| 1982                    | 87.568    | −6,6 %  |
| 1990                    | 105.203   | 20,1 %  |
| 2001                    | 52.158    | −50,4 % |
| 2010                    | 57.159    | 9,6 %   |
| 2022                    | 62.841    | 9,9 %   |
| Datenherkunft: Wikidata |           |         |